# The Troop
The Troop es una serie original de Nickelodeon, que fue estrenada el 12 de septiembre de 2009 en Estados Unidos junto al estreno de la tercera temporada de iCarly, en Latinoamérica fue estrenada el 18 de marzo de 2010 y a su término al igual que en Estados Unidos, se estrenó la tercera temporada de iCarly.
Más tarde Nickelodeon renovó la serie para una segunda temporada, en dicha temporada se incorporaron dos celebridades ya antes vistas en la pantalla del canal de origen de la serie, las celebridades son Malese Jow (Unfabulous) y Matt Shively (True Jackson, VP).
La segunda temporada se estrenó el 25 de junio de 2011 en Estados Unidos. El 6 de agosto de 2011, Nickelodeon EUA puso la serie en pausa hasta nuevo aviso, la serie fue cancelada debido a los bajos índices de audiencia, sin embargo, el canal hermano de Nickelodeon TeenNick emitió los 7 episodios restantes. La temporada oficial terminó con el episodio "Ice Hassles". Todos los episodios de la segunda temporada ya se han estrenado en Nickelodeon Holanda (subtitulada).
El estreno de la segunda temporada en Latinoamérica fue el 7 de enero de 2012, emitiéndose nuevos episodios todos los sábados y domingos de enero y febrero terminando la serie en 19 de febrero del 2012.

## Argumento
El show gira en torno a Jake, un joven promedio que quiere crear su propia serie de cómics y es reclutado por su consejero en la escuela, el Sr. Stockley para crear "The Troop" una sociedad secreta que protege el mundo de monstruos y criaturas. Miembros adicionales del escuadrón incluyen a sus compañeros de clase, Hayley, la chica más popular de la escuela y Félix, el principal nerd de la escuela. Durante años, The Troop resguardó al mundo de los monstruos que viven ahí. Solo los chicos que son valientes y de mentalidad abierta, tienen lo necesario para ser miembros de esta organización. A pesar de que todos en su escuela y su comunidad creen que son chicos normales, en realidad, Jake, Hayley y Félix son luchadores contra un batallón de monstruos. The Troop junta lo extraordinario (chicos peleando con la existencia de monstruos) con lo común (asistir a la escuela, lidiar con la presión de sus compañeros, padres, calificaciones, etc.) en todas las aventuras de Jake, Hayley y Félix (junto a su consejero adulto, Stockley).

## Personajes

### Principales
- Jake Collins (Nicholas Purcell) es un héroe que ama los cómics, que quiere a sus amigos y le gusta la caza de monstruos, por supuesto. Es solo un chico normal que tiene increíbles experiencias en la caza de monstruos, a los cuales dibuja en sus historietas junto con Hayley, Félix y el mismo. También es un poco impulsivo, y su ego lo puede meter en problemas. Jake está enamorado de Hayley. Él no sabe si decirle a Hayley que le gusta ya que tiene miedo de perder su amistad con ella.
- Hayley Steele (Gage Golightly) es una chica popular. Ella es también una animadora, con un secreto muy grande. Ella tiene una gran habilidad en la lucha contra monstruos. Con su inteligencia, fuerza física y su belleza, Hayley es la líder no oficial de The Troop. Hayley es una cazadora de monstruos sin miedo, que tiene más miedo a entregar una tarea a tiempo. Hayley patea traseros y alrededor de ella, los monstruos no tienen ninguna oportunidad. Hayley está enamorada de Jake y estaba celosa cuando Jake sale con Cadence por error, ya que Jake quería invitar a Hayley a una cita pero Cadence se interpone entre los dos y al final invita a Cadence. Incluso Hayley espía a Jake y Cadence en su cita.
- Félix García (David Del Rio) es el nerd de la escuela, Félix es algo complejo. Él se muere por decirle a alguien acerca de su participación en el grupo para que pueda ser el Chico "cool", pero está obligado por el juramento a no decir nada. Él se ve como un tipo de James Bond dentro de the troop. Félix es un genio. Es un experto en criaturas misteriosas y de la actividad paranormal, y está totalmente preparado para destruir a cualquier monstruo, a pesar de que tiene miedo a los fantasmas y payasos. Félix no encaja en la escuela, por lo que en The troop tiene amigos más cercanos. Él se enamoró del Hada Eris y estaba muy decepcionado cuando se enteró de que tenía un novio en su propia dimensión. Ella lo beso en la mejilla, sin embargo, no hubo indicios de que de que una chica linda se sintiera atraída por él. Con el tiempo deja The Troop Lakewood para ir a The Troop Internacional en la temporada 2.
- Kirby Bancroft-Cadworth III (Matt Shively) es un chico rico que no es muy hábil en la lucha contra los monstruos transferido desde la The Troop de Tulsa en Oklahoma, remplazando a Félix que se va a la The Troop Internacional. Cuando se enteró de que había un lugar en la The Troop Lakewood, saltó a la oportunidad de participar en esta The Troop. Es un genio científico, pero no es como Félix ... ya que sus inventos se vuelven en su contra casi siempre. A pesar de que esto no perjudica a la The Troop, a veces, es un chico leal, honesto, que haría cualquier cosa por sus amigos.
- Cadence Nash (Malese Jow) es la nueva chica de la ciudad y desde el momento en que pone un pie en Lakewood, se muestra como una chica mala. Anteriormente había estado en otras 4 preparatorias. Ella es algo nerviosa, fuerte, super linda. Ella puede ser feroz, pero ella tiene un gran secreto que oculta. Ella es mitad-monstruo, mitad-humano. Ella fue enviada al mundo de los monstruos en el episodio 31 por Jake después de que ella se asustó cuando vio que su hermano estaba fuera de combate. En el episodio 32 regresa al mundo de los humanos después de que ella ayuda a Jake atravesar el mundo de los monstruos y lo salva más de una vez. Ella come una gran cantidad de comida para detener sus ansias de monstruo. Ella al final se une a Troop Lakewood después de salvar a Lakewood del Demonio de Hielo.
- Sr. Stockley (John Marshall Jones) es el administrador de la escuela y el asesor adulto de The Troop. Él se toma su trabajo muy en serio. El mantiene a Jake, Hayley y Kirby sobre la actividad reciente de los monstruos, y se asegura de que tienen la última tecnología en la lucha contra los monstruos.

## Elenco
| - Nicholas Purcell como Jake Collins. - Gage Golightly como Hayley Steele. - David del Río como Félix García. - John Marshall Jones como Sr. Stockley - Malese Jow como Cadence Nash. - Matt Shively como Kirby Bancroft Cadworth III. | - Eduard Witzke como Etienne. - Dejan Loyola como Cuddy. - Brenna O'Brien como Angie. - Matreya Fedor como Phoebe. - Chad Krowchuk como Augustus. |

## Doblaje al español
| Personaje                            | Actor original                       | Actor de doblaje (Hispanoamérica)             | Actor de doblaje (España)            | Temporada                            |                                      |
| Personajes principales y secundarios | Personajes principales y secundarios | Personajes principales y secundarios          | Personajes principales y secundarios | Personajes principales y secundarios | Personajes principales y secundarios |
| ------------------------------------ | ------------------------------------ | --------------------------------------------- | ------------------------------------ | ------------------------------------ | ------------------------------------ |
| Jake Collins                         | Nick Purcell                         | Leandro Jonathan Dugatkin                     | David Robles                         | 1-2                                  |                                      |
| Hayley Steele                        | Gage Golightly                       | Agostina Longo                                | Sara Vivas                           | 1-2                                  |                                      |
| Felix García                         | David del Río                        | Pedro Ruiz                                    | Álvaro Navarro                       | 1-2                                  |                                      |
| Cadence Nash                         | Malese Jow                           | Sol Nieto                                     | Catherina Martínez                   | 2                                    |                                      |
| Kirby Bancroft-Cadworth III          | Matt Shively                         | Martín Gopar                                  | Guillermo Romero                     | 2                                    |                                      |
| Sr. Stockley                         | John Marshall Jones                  | Javier Gómez                                  | David García Vázquez                 | 1-2                                  |                                      |
| Etienne                              | Eduard Witzke                        | Demián Velazco Rochwerger                     | Ricardo Escobar                      | 1-2                                  |                                      |
| Créditos técnicos                    |                                      |                                               |                                      |                                      |                                      |
| Estudio de doblaje                   | N/D                                  | Civisa Media, Buenos Aires, Argentina         | ¿?, Madrid, España                   | N/D                                  |                                      |
| Director de Doblaje                  | N/D                                  | Maximiliano Wynen Emilio Cesar Diego Martínez | Carlos Kaniowsky                     | N/D                                  |                                      |
| Traductor/Adaptador                  | N/D                                  | ¿?                                            | ¿?                                   | N/D                                  |                                      |
| Insertos                             | N/D                                  | ¿?                                            | ¿?                                   | 1-2                                  |                                      |

## Episodios
| Temporada | Temporada | Episodios | Estados Unidos           | Estados Unidos       | Latinoamérica          | Latinoamérica         | España                 | España                |
| Temporada | Temporada | Episodios | Inicio de la Temporada   | Final de Temporada   | Inicio de la Temporada | Final de Temporada    | Inicio de la Temporada | Final de Temporada    |
| --------- | --------- | --------- | ------------------------ | -------------------- | ---------------------- | --------------------- | ---------------------- | --------------------- |
|           | 1         | 26        | 12 de septiembre de 2009 | 21 de agosto de 2010 | 18 de marzo de 2010    | 5 de febrero de 2011  | 7 de mayo de 2010      | 7 de febrero de 2011  |
|           | 2         | 14        | 25 de junio de 2011      | 8 de mayo de 2013    | 7 de enero de 2012     | 19 de febrero de 2012 | 8 de abril de 2012     | 19 de octubre de 2012 |

## Premios
| Año  | Premio                               | Categoría                              | Por                   | Resultado |
| ---- | ------------------------------------ | -------------------------------------- | --------------------- | --------- |
| 2010 | Writers Guild of America Awards 2010 | Children's Program Episodic & Specials | Welcome to the Jungle | Ganador   |
| 2010 | Leo Awards                           | Children's Program                     | Wrath of the Wraith   | Ganador   |
| 2012 | Writers Guild of America Awards 2011 | Children's Program Episodic & Specials | Oh, Brother           | Nominado  |

## Emisión

### Emisión en Estados Unidos
- Nickelodeon (18 de septiembre de 2009 – 6 de agosto de 2011)
- TeenNick (26 de septiembre de 2009 – presente)

### Emisión en Latinoamérica
- Nickelodeon (18 de marzo de 2010 – 19 de febrero de 2012; 2012 - 2013, repeticiones)

### Estrenos Internacionales
| País / Región        | Canal                                   | Estreno de la Serie                                            |
| -------------------- | --------------------------------------- | -------------------------------------------------------------- |
| Estados Unidos       | Nickelodeon                             | 12 de septiembre de 2009 (Sneak Peek) 18 de septiembre de 2009 |
| Reino Unido          | Nickelodeon (UK & Ireland)              | 4 de febrero de 2010                                           |
| Irlanda              | Nickelodeon (UK & Ireland)              | 4 de febrero de 2010                                           |
| Canadá               | Nickelodeon Canada                      | enero de 2010                                                  |
| Mundo Árabe          | MTV Arabia                              | 2 de abril de 2010                                             |
| Alemania             | Nickelodeon Alemania                    | 18 de diciembre de 2009 (Sneak Peek) 9 de enero de 2010        |
| Austria              | Nickelodeon Alemania                    | 18 de diciembre de 2009 (Sneak Peek) 9 de enero de 2010        |
| Países Bajos         | Nickelodeon Holanda & Bélgica           | 4 de diciembre de 2009 (Sneak Peek) 12 de diciembre de 2009    |
| Bélgica              | Nickelodeon Holanda & Bélgica           | 4 de diciembre de 2009 (Sneak Peek) 12 de diciembre de 2009    |
| Israel               | Nickelodeon Israel                      | 11 de febrero de 2010                                          |
| Filipinas            | Nickelodeon Filipinas                   | 11 de noviembre de 2011 (Sneak Peek) 17 de noviembre de 2011   |
| Malasia              | Nickelodeon Sur Oeste de Asia           | 15 de febrero de 2010 (Sneak Peek) 25 de marzo de 2010         |
| Singapur             | Nickelodeon Sur Oeste de Asia           | 15 de febrero de 2010 (Sneak Peek) 25 de marzo de 2010         |
| Hong Kong            | Nickelodeon Sur Oeste de Asia           | 15 de febrero de 2010 (Sneak Peek) 25 de marzo de 2010         |
| Nueva Zelanda        | Nickelodeon New Zealand                 | 15 de marzo de 2010                                            |
| Australia            | Nickelodeon Australia                   | 15 de marzo de 2010                                            |
| Argentina            | Nickelodeon Latinoamérica               | 18 de marzo de 2010                                            |
| Chile                | Nickelodeon Latinoamérica               | 18 de marzo de 2010                                            |
| México               | Nickelodeon Latinoamérica               | 18 de marzo de 2010                                            |
| Bolivia              | Nickelodeon Latinoamérica               | 18 de marzo de 2010                                            |
| Uruguay              | Nickelodeon Latinoamérica               | 18 de marzo de 2010                                            |
| Panamá               | Nickelodeon Latinoamérica               | 18 de marzo de 2010                                            |
| Venezuela            | Nickelodeon Latinoamérica               | 18 de marzo de 2010                                            |
| Honduras             | Nickelodeon Latinoamérica               | 18 de marzo de 2010                                            |
| Nicaragua            | Nickelodeon Latinoamérica               | 18 de marzo de 2010                                            |
| Ecuador              | Nickelodeon Latinoamérica               | 18 de marzo de 2010                                            |
| Colombia             | Nickelodeon Latinoamérica               | 18 de marzo de 2010                                            |
| República Dominicana | Nickelodeon Latinoamérica               | 18 de marzo de 2010                                            |
| Perú                 | Nickelodeon Latinoamérica               | 18 de marzo de 2010                                            |
| Costa Rica           | Nickelodeon Latinoamérica               | 18 de marzo de 2010                                            |
| Costa Rica           | Teletica                                |                                                                |
| Brasil               | Nickelodeon Brasil                      | 16 de marzo de 2010                                            |
| España               | Nickelodeon España                      | 7 de mayo de 2010                                              |
| España               | Antena 3                                | 7 de marzo de 2011                                             |
| Rusia                | Nickelodeon CIS                         | 8 de mayo de 2010                                              |
| Polonia              | Nickelodeon Polonia                     | 8 de mayo de 2010                                              |
| Turquía              | Nickelodeon Turquía                     | 2010                                                           |
| Croacia              | Nickelodeon Croacia                     | 1 de marzo de 2010                                             |
| Pakistán             | Nickelodeon Pakistan                    | 19 de julio de 2010                                            |
| India                | Nickelodeon Indonesia                   | 31 de mayo de 2010                                             |
| Francia              |                                         | La serie no fue anunciada en Francia                           |
| Sudán                | Nickelodeon África                      | 19 de junio de 2010                                            |
| Corea del Sur        | Nickelodeon Corea del Sur               | 24 de junio de 2010                                            |
| República Checa      | Nickelodeon República Checa             | 2010                                                           |
| Rumania              | Nickelodeon Europa (Central y Oriental) | 2010                                                           |
| Kazajistán           | Nickelodeon Global                      | 2010                                                           |
| Grecia               | Nickelodeon Grecia                      | 2011                                                           |